# Dabola (Präfektur)

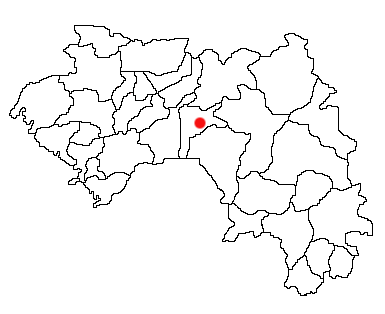
Lage von Stadt und Präfektur Dabola in Guinea

Dabola ist eine Präfektur in der Region Faranah in Guinea mit etwa 113.000 Einwohnern. Wie alle guineischen Präfekturen ist sie nach ihrer Hauptstadt, Dabola, benannt.

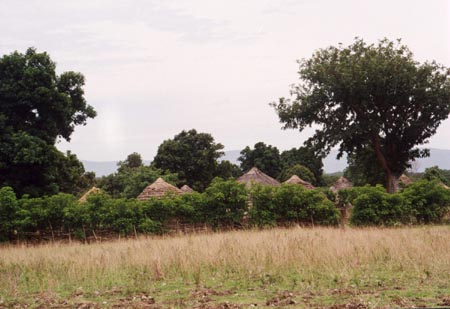
Dorf in Dabola

Die Präfektur liegt in der Mitte des Landes, grenzt im Süden an Sierra Leone, im Westen an den Fouta Djallon und umfasst eine Fläche von 6.000 km². Über den Fluss Tinkisso wird die savannenartige Landschaft, die auf ungefähr 300 Meter über Meer liegt, in den Nigerfluss entwässert. Durch die Präfektur führte die 1915 fertiggestellte und bis 1993 betriebene Bahnstrecke Conakry–Kankan. In Dabola werden vorwiegend Reis, Erdnüsse und Hirse angebaut und, es wird Viehzucht betrieben. Die Stadt Dabola hatte 1996 13.157 Einwohner, sie wird vorwiegend von den Ethnien der Fulani und Malinke bevölkert.